# Roy Wang
 (novembre 2017).
Le contenu est difficilement compréhensible vu les erreurs de traduction, qui sont peut-être dues à l'utilisation d'un logiciel de traduction automatique.
Roy Wang, de son vrai nom Wang Yuan, (chinois : 王源 ; pinyin : Wáng Yuán), né le 8 novembre 2000 à Chongqing, est un auteur-compositeur-interprète de Chine continentale.
En tant que représentant des jeunes Chinois, il a participé deux fois à New York au ECOSOC Youth Forum et a fait sa propre présentation en anglais sous le thème « Éducation de qualité ». Il est nommé Envoyé du Fonds des Nations unies pour l'enfance (UNICEF) depuis juin 2017 puis ambassadeur de l'UNICEF le 17 novembre 2018.
Le 16 septembre 2017, il a créé son propre studio de production.
Le 20 octobre 2017, Roy Wang a créé son propre Fonds de charité, YUAN, et est devenu le plus jeune promoteur chinois d'un Fonds de charité.
Le 2 novembre 2017, Roy Wang a été reconnu selon le magazine Time comme l'un des 30 jeunes les plus influents de l'année dans le monde.
Depuis janvier 2018, il est devenu chroniqueur chez Global People et toute la rémunération est reversée à son propre Fonds de charité YUAN.

## Biographie
Le 8 novembre 2000, Roy Wang est né à Chongqing, d'une famille originaire de Xi'an de la province du Shaanxi.
Roy Wang grandit à Chongqing, en 2011, il a vu la brochure publicitaire de la compagnie Time Fengjun et commençait à suivre des cours de chant. À ce moment-là, il devient stagiaire du groupe TF.
Il est lycéen[Quand ?] depuis septembre 2016 à l’École de Nankai, une des meilleures écoles en Chine.
Après la naissance de son groupe TFBOYS, Roy Wang a participé à de nombreuses activités avec les autres membres. Le groupe a participé trois fois au Gala de la Fête du Printemps chinois.
Ses activités personnelles s’accroissent chaque année.
En septembre 2017, Roy a créé son propre studio de production.

### 2015
En avril 2015, à l’âge de 15 ans, Roy Wang a joué un rôle dans L.O.R.D: Legend of Ravaging Dynasties de Guo Jingming, le premier film en animation 3D de la Chine, et il est le premier dans son groupe à interpréter le film.
Le 8 novembre, Roy est le premier 00s chinois qui est monté sur l'écran de Times Square à New York. À sa fête d’anniversaire, il a chanté la chanson Parce que je t'ai rencontré en s’accompagnant au piano, qu’il a lui-même composée et dont il a écrit les paroles.

### 2016
En 2016, Roy est le premier star de la génération 2000 à apparaître dans la couverture du magazine Cosmopolitan, un des 5 magazines de mode les plus importants en Chine.
Le 13 septembre 2016, d'après le Livre Blanc de Sina (réseau social principal chinois), Roy est Star le TOP 1 populaire des weibo stars pendant 2015-2016.
En décembre de la même année, Roy est choisi comme animateur permanent de Trump Card (chinois : 王牌对王牌 ; pinyin : wángpái duì wángpái ; litt. « atout face à atout ») qui est devenu l’émission la plus visionnée.
Du fait de son succès en tant que représentant des milieux du divertissement et de la génération 2000, il est placé sur la couverture du premier numéro 2017 du magazine China Youth.

### 2017
En janvier, en tant que représentant des jeunes chinois, Roy est allé à New York pour participer à ECOSOC et a prononcé un discours en anglais sur le thème « Éducation de qualité ». Il est alors la premier jeune star chinois à entrer dans cette scène mondiale des Nations unies.
En avril 2017, Roy accepte l’interview exclusive du magazine Global People qui est le plus jeune d'être recueilli des informations.
Le 2 novembre, Roy Wang est l'un des 30 jeunes les plus influents de 2017 selon le magazine Time, considérant ses accolades dans de nombreux domaines, son impact mondial sur les médias sociaux et sa capacité à générer des nouvelles. Roy était le seul chinois 00s sur la liste.
Le 8 novembre, la précommande en ligne du numéro de décembre de Harper's Bazaar mettant en vedette Roy en double couverture a établi 3 nouveaux records de ventes dans le domaine de la mode: 80 000 exemplaires ont été vendus en 1 seconde, 160 000 en 8 secondes et le montant total de la transaction a atteint 4 800 000 RMB. Une partie des recettes a été reversée à Fonds de charité Bazaar et aux programmes caritatifs Fonds de charité de YUAN.

### 2018
En janvier, Roy est allé en Norvège pour promouvoir des Jeux Olympiques d'hiver et a été nommé en tant que partenaire des sports de neige par l'Administration Nationale du Tourisme de Norvège.
Son premier album numérique Song For You est sorti le 22 janvier, le revenu total de l‘album est reversé à son propre Fonds de charité YUAN (plus de 3 millions RMB jusqu'à maintenant).
En fin janvier, il est allé à New York à assister pour la deuxième fois le forum ECOSOC. Cette fois, il a accepté une interview sous le thème « Éducation de qualité : enrichir le présent, construire l'avenir ». Il a présenté lors de la session plénière pour réitérer son engagement à conduire une éducation de qualité  et également partagé ses points d'apprentissage dans un article de blog sur UNICEF Connect.
Le 4 mars, Roy est invité par GIVENCHY à assister à la conférence Givenchy 2018FW à PARIS pendant la semaine de la mode.
Le 22 mars, il est invité par CHOPARD à Baselworld  à la conférence de presse sur l'utilisation d'un or 100% éthique. Roy a fait une présentation sur la collaboration entre l’industrie de bijoux et les 17 UN SDGs (les 17 objectifs des développements durables).
Le 13 mai, WANG est invité par CHOPARD et L'Oréal Paris à Festival de Cannes.
Le 29 septembre, il a lancé la compétition de la MLB à New York et a été la première star chinoise à lancer la MLB.
Le 30 septembre, Roy est invité par GIVENCHY à assister à la conférence Givenchy 2019SS à PARIS pendant la semaine de la mode.

### 2019
Le 31 janvier, Wang prévoit de poursuivre ses études au Berklee College of Music.
Le 13 février, Wang est présenté au Berlinale 2019 à Berlin en tant qu'un des rôles principaux du film So long, my son.

## Activités caritatives
« J'espère qu'avec mes paroles et mon action, je pourrai motiver davantage de jeunes à apporter leur talent et leur créativité pour faire une différence dans leur vie, ainsi qu’apporter leur soutien à l'accomplissement des ODD (Les Objectifs des développements durables). »[réf. nécessaire]
| Année | Date    | Association                                                                                 | Détails |
| ----- | ------- | ------------------------------------------------------------------------------------------- | --- |
| 2018  | 11/2018 | UNICEF                                                                                      | Nommé Ambassadeur de l'UNICEF. |
| 2018  | 03/2018 | Conférence de presse de Chopard à Baselworld                                                | Chopard a annoncé 100% or éthique. Wang a parlé sur la collaboration entre l’industrie de bijoux et les 17 UN SDGs. |
| 2018  | 01/2018 | Fonds de charité de YUAN                                                                    | Son premier album numérique Song For You est sorti, le revenu total de l‘album est reversé à son propre Fonds de charité YUAN. |
| 2018  | 01/2018 | Fonds de charité de YUAN                                                                    | Devenu chroniqueur chez Global People et la rémunération est reversée à son propre Fonds de charité YUAN |
| 2018  | 01/2018 | ECOSOC Youth Forum 2018 à New York                                                          | Une interview sous le thème « Éducation de qualité : enrichir le présent, construire l'avenir ». Présentation lors de la session plénière pour réitérer son engagement à conduire une éducation de qualité. Il a également partagé ses points d'apprentissage dans un article de blog sur UNICEF Connect. |
| 2018  | 01/2018 | Sina Weibo (Réseau social chinois le plus influent)                                         | L‘un des 10 idoles de charité les plus influents de l'année 2017 |
| 2017  | 11/2017 | Fonds de charité de YUAN                                                                    | La deuxième initiative consistait à recueillir des fonds pour les enfants atteints de neuroblastome. |
| 2017  | 10/2017 | Fonds de charité de YUAN                                                                    | La première initiative a été menée pour aider les personnes âgées atteintes de cataracte à retrouver leur vue. |
| 2017  | 10/2017 | Fonds de charité de YUAN                                                                    | Création du Fonds de charité de YUAN |
| 2017  | 10/2017 | Programme de Développement des Nations unies                                                | Participation à “Sing For 2030” pour supporter les 17 objectifs du développement durable (SDGs) |
| 2017  | 09/2017 | Ecole d’amour organisé conjointement par l'UNICEF et le gouvernement local                  | Effectue une visite sur le site du Love School Project de la région autonome du Guangxi. |
| 2017  | 08/2017 | Campagne de Han Hong dans la région autonome du Ningxia « 100 personnes soutenant Ningxia » | Participation à l'équipe médicale à fournir un traitement gratuit. |
| 2017  | 06/2017 | Forum 2017 des directeurs d’écoles rurales organisé par Fonds de charité de Jack MA         | Prononce un discours pour sensibiliser à l'éducation rurale. |
| 2017  | 06/2017 | UNICEF                                                                                      | Nommé Envoyé spécial pour l’éducation du Fonds des Nations unies pour l'enfance. |
| 2017  | 04/2017 | Fonds de charité de SUN NAN                                                                 | Chante avec Sun Nan pour la Foundation caritative. |
| 2017  | 04/2017 | Fonds de charité de SUN NAN                                                                 | Ambassadeur de la gentillesse scolaire |
| 2017  | 04/2017 | Programme de Développement des Nations unies                                                | Initiateur excellent d’Imagine 2030 Campaign des Nations unies |
| 2017  | 03/2017 | Sina Weibo (Réseau social chinois le plus influent)                                         | Ambassadeur Campus de la 7e Adoption de Plantes Vertes pour les Étudiants chinois. |
| 2017  | 01/2017 | ECOSOC Youth Forum 2017 à New York                                                          | Prononce un discours en anglais sous le thème « Éducation de qualité » en tant que représentant des jeunes chinois. |
| 2016  | 12/2016 | Groupe des jeunes chinois à Nations unies                                                   | Présent dans la conférence Imagine 2030 Campaign (SDGS). |
| 2016  | 05/2016 | Ville de Chongqing                                                                          | Ambassadeur du tourisme civilisé de Chongqing pour appeler les touristes à voyager poliment. |

## Endossements personnels
| Année | Date  | Entreprise          | Titre           |
| ----- | ----- | ------------------- | --------------- |
| 2019  | 19/05 | ZhongHua Dentrifice | Endosseur       |
| 2019  | 10/05 | Lay's               | Endosseur       |
| 2019  | 30/04 | Fresh               | Endosseur       |
| 2019  | 15/04 | L'Oréal Paris       | Endosseur       |
| 2019  | 10/04 | Uni-President China | Endosseur       |
| 2019  | 13/02 | Xiaomi              | Endosseur       |
| 2018  | 14/09 | GOblue向蓝          | Ambassadeur     |
| 2018  | 26/07 | KFC                 | Endosseur       |
| 2018  | 19/06 | LineFriends         | Artiste Mondial |
| 2018  | 11/06 | FILA                | Endosseur       |
| 2018  | 30/05 | VIP QQ              | Endosseur       |
| 2018  | 14/05 | Chopard             | Ambassadeur     |
| 2018  | 08/05 | Hewlett-Packard     | Endosseur       |
| 2018  | 05/05 | 六个核桃            | Endosseur       |
| 2018  | 23/04 | Livre QQ            | Endosseur       |
| 2018  | 12/03 | H&M Chine           | Endosseur       |
| 2018  | 10/03 | Oreo                | Ambassadeur     |
| 2018  | 27/02 | L'Oréal Paris       | Ambassadeur     |

## Discographie

### Singles
| Titre                                             | Année | Date  | Paroles                                                                               | Musique                                                                    | Remarques |
| ------------------------------------------------- | ----- | ----- | ------------------------------------------------------------------------------------- | -------------------------------------------------------------------------- | --- |
| Jeunesse chaude（滚烫的青春）                     | 2019  | 10.05 | Wang Yuan                                                                             | Wang Yuan                                                                  | <我是唱作人> |
| La fille（姑娘）                                  | 2019  | 03.05 | Wang Yuan／Zhao Yingjun                                                               | Wang Yuan                                                                  | <我是唱作人> |
| Empathie Impossible（世界上没有真正的感同身受）   | 2019  | 26.04 | Wang Yuan                                                                             | Wang Yuan                                                                  | <我是唱作人> |
| （吆不到台 feat.周延）                            | 2019  | 19.04 | Wang Yuan                                                                             | Wang Yuan                                                                  | <我是唱作人> |
| Imagination libérale (随想)                       | 2019  | 12.04 | Wang Yuan                                                                             | Wang Yuan                                                                  | <我是唱作人> |
| Auld Lang Syne                                    | 2019  | 16.03 |                                                                                       |                                                                            | Chanson thématique du film So long, my son |
| (只要有想见的人，就不是孤身一人)                  | 2019  | 23.01 | Tang Tian                                                                             | Uru                                                                        | Chanson promotionnelle chinoise du film Le Pacte des Yōkai                                                                                        |
| Chang Ge Xing (长歌行)                            | 2019  | 28.01 | Yue fu poetry/ Wang Yajun                                                             | Liu Zhuo                                                                   | <Everlasting Classics> |
| Je ne sais pas (我不知道)                         | 2018  | 04.12 | Wang Yuan                                                                             | Lin Caixin                                                                 | |
| Mon chéri (天使)                                  | 2018  | 17.11 | Wu Bin / Wang Yuan                                                                    | Lin Caixin / Wang Yuan                                                     | Pour ses fans |
| Homme déterminé (孤注)                            | 2018  | 16.11 | (OA)Keith Hetrick / David "DQ" Quiñones / Drew Ryn (Chinese)Zhang Jinghao / Wang Yuan | (OC) Keith Hetrick                                                         | |
| Mon enfance (我的童年)                            | 2018  | 12.11 | Wang Yuan                                                                             | Wang Yuan                                                                  | |
| Le même (一样)                                    | 2018  | 06.11 | Wang Yuan                                                                             | Zheng Nan                                                                  | |
| Will you                                          | 2018  | 30.10 | Jin Suk Choi / Siv Marit Egseth / Rabih Mahamoud Jaber / Nermin Harambasic            | Jin Suk Choi / Siv Marit Egseth / Rabih Mahamoud Jaber / Nermin Harambasic | ROY6 chanson thématique |
| The Wrong Things                                  | 2018  | 20.07 | Justin Gray / Nikki Flores / Alex Freund                                              | Justin Gray / Nikki Flores / Alex Freund                                   | |
| Etre soi-même (做我自己)                          | 2018  | 28.06 | Gan Shijia                                                                            | Tian Wu                                                                    | VIP QQ chanson thématique |
| Parce que je t’ai rencontré 2018 (因为遇见你2018) | 2018  | 19.03 | Wang Yuan                                                                             | Wang Yuan                                                                  | Film《C‘est bien de te rencontrer》OST |
| Chanter pour toi / Song for you (宝贝)            | 2018  | 22.01 | Huang Shaofeng                                                                        | Huang Shaofeng                                                             | Premier album numérique et est présenté dans deux versions différentes. Le revenu total de l‘album est reversé à son propre Fonds de charité YUAN |
| Fier (骄傲)                                       | 2017  | 20.11 | Wang Yuan                                                                             | Zhao Yingjun                                                               | Pour sa mère |
| Sleep                                             | 2017  | 06.11 | Afshin Salmani / Josh Cumbee / Chen Huan                                              | Chen Huan / Afshin Salmani / Josh Cumbee                                   | |
| Dix-sept (十七)                                   | 2017  | 25.10 | Wang Yuan                                                                             | Wang Yuan                                                                  | |
| Le soleil inoxydable (阳光不锈)                   | 2017  | 08.07 | Wang Yuan / Xu Ruofeng                                                                | Xu Ruofeng                                                                 | |
| Le monde d'adulte (长大以后的世界)                | 2016  | 04.11 | Wang Yajun                                                                            | JJLin                                                                      | Composée par JJLin qui est idole de Roy |
| Le temps le plus beau (最美的时光)                | 2016  | 07.10 | --                                                                                    | Wang Yuan                                                                  | Pour lycée de NanKai |
| Parce que je t’ai rencontré (因为遇见你)          | 2016  | 13.01 | Wang Yuan                                                                             | Wang Yuan                                                                  | Pour ses fans |

### Collaborations
| Année | Date  | Titre                            | Remarques                                                                                 |
| ----- | ----- | -------------------------------- | ----------------------------------------------------------------------------------------- |
| 2019  | 22.04 | 说到做到                         |                                                                                           |
| 2019  | 27.02 | Fermier moderne (哈哈农夫)       | Chanson thématique de < Fermier moderne >                                                 |
| 2017  | 28.10 | Sous le même toit （同一屋檐下） | Chanson thématique de < L’hôtel de la jeunesse >                                          |
| 2017  | 24.10 | Chanter pour 2030 （唱响“2030”） | Programme “Sing For 2030” pour supporter les 17 objectifs du développement durable (SDGs) |
| 2017  | 24.04 | Cher enfant （亲爱的孩子）       | (SUN Nan) Pour Fonds de charité de SUN NAN                                                |
| 2017  | 18.01 | Atout à Atout （王牌对王牌）     | Chanson thématique de < Atout à Atout >                                                   |

## Filmographie

### Les films
| Date de mise en scène                  | Titre                                             | Rôle                                            | Réalisateur    | Remarque                                  |
| -------------------------------------- | ------------------------------------------------- | ----------------------------------------------- | -------------- | ----------------------------------------- |
|                                        | xXx 4                                             |                                                 | D. J. Caruso   |                                           |
| 14.02.2019 (Berlin) 22.03.2019 (Chine) | So long, my son（地久天长）                       | Xing Liu                                        | Xiaoshuai Wang | 2019 Berlinale : sélection de compétition |
|                                        | L.O.R.D: Legend of Ravaging Dynasties 2 （爵迹2） | Silver Priests                                  | Jingming Guo   |                                           |
| 30.09.2016                             | L.O.R.D: Legend of Ravaging Dynasties （爵迹）    | Le Garçon Pâle/Silberpriester(Chinese:苍白少年) | Jingming Guo   |                                           |

### Les feuilletons
| Année | Titre                                                                                | Rôle                                     | Remarques                              |
| ----- | ------------------------------------------------------------------------------------ | ---------------------------------------- | -------------------------------------- |
| 2020  | Le Grand Leader （大主宰）                                                           | MU Chen                                  | Rôle principal                         |
| 2017  | Notre adolescence / Boy Hood （我们的少年时代）                                      | BAN Xiaosong                             | Rôle principal.                        |
| 2016  | Le code secret de l’AI / Finding Soul （超少年密码）                                 | SUI Yu & 002                             | Deux rôles principaux en même temps.   |
| 2015  | La séparation pendant l’enfance / A love for Separation （小别离）                   | WANG Jun                                 | Amateur                                |
| 2015  | Biographie de QingYun / Zhu Xian (The Legend of Chusen)/Noble Aspirations （青云志） | ZHANG Xiaofan(la période de la jeunesse) | Adaptation du roman homonyme à succès. |

### Les émissions de variétés
| Année | Date        | Titre                                    | Remarques                                                                   |
| ----- | ----------- | ---------------------------------------- | --------------------------------------------------------------------------- |
| 2019  | 12/04--     | 我是唱作人                               |                                                                             |
| 2019  | 01/03--     | Fermier Moderne                          |                                                                             |
| 2019  | 28/01       | Everlasting Classics                     |                                                                             |
| 2019  | 09/01       | 年味有fun                                |                                                                             |
| 2018  | 21/12       | Who's The Murderer S4                    | Détective                                                                   |
| 2018  | 16/11       | Idol Hits iQiyi                          |                                                                             |
| 2018  | 01/09       | La première leçon                        |                                                                             |
| 2018  | 30/05       | 很王很丸圆                               | La vie de Roy avant 18 ans                                                  |
| 2018  | 04/05       | Come sing with me S3                     | Plus de 300 millions de vues en ligne, TOP1 show des 3 saisons              |
| 2018  | 13/04       | Trust in China                           |                                                                             |
| 2018  | 10/03       | The Sound                                | Invité par WANG Jinsong                                                     |
| 2018  | 10/02       | PEOPLE IN News                           |                                                                             |
| 2018  | 02/02–13/04 | Atout à Atout / Ace vs Ace S3            | Animateur sédentaire, Top1 TV show chinois & 5,3 milliards de vues en ligne |
| 2018  | 24/01       | Voyage autour du monde                   | La vie en Norvège                                                           |
| 2018  | 01/01       | Cadeaux de la vie                        | Le documentaire du programme de Fonds de charité de YUAN                    |
| 2017  | 19/11       | Mask Singer S2                           | Il a chanté《Idiot》                                                        |
| 2017  | 17/11       | Who's The Murderer S3                    | Prince de OPPO                                                              |
| 2017  | 23/09–07/01 | L’hôtel de la jeunesse / Youth Inn       | Sédentaire, 2,5 milliards de vues en ligne                                  |
| 2017  | 15/05       | Le Lecteur / The Reader                  | 《L’aventure du Berger》                                                    |
| 2017  | 20/01–07/04 | Atout à Atout / Ace vs Ace S2            | Animateur sédentaire, Top1 TV show chinois & 2,3 milliards de vues en ligne |
| 2015  |             | Tout le monde accélère / Run for Time S1 | Sédentaire                                                                  |

## Les magazines
| Année | Mois    | Magazine                          | Nouveau record de ventes de l'industrie                              |
| ----- | ------- | --------------------------------- | -------------------------------------------------------------------- |
| 2020  | 08/2020 | Vision                            |                                                                      |
| 2020  | 08/2020 | Dazed                             |                                                                      |
| 2020  | 07/2020 | Conde Nast Traveler               |                                                                      |
| 2020  | 04/2020 | ElleMen                           |                                                                      |
| 2020  | 03/2020 | Southern Metropolis Entertainment |                                                                      |
| 2020  | 03/2020 | L’Officiel                        |                                                                      |
| 2020  | 01/2020 | GRAZIA                            |                                                                      |
| 2019  | 10/2019 | VogueMe                           |                                                                      |
| 2019  | 08/2019 | T Magazine                        |                                                                      |
| 2019  | 08/2019 | Esquire                           |                                                                      |
| 2019  | 01/2019 | Madame Figaro                     |                                                                      |
| 2018  | 10/2018 | NYLON CHINA                       |                                                                      |
| 2018  | 10/2018 | Harper's Bazaar                   |                                                                      |
| 2018  | 10/2018 | COSMOPOLITAN                      |                                                                      |
| 2018  | 09/2018 | L'Officiel Hommes                 |                                                                      |
| 2018  | 06/2018 | Milk X                            |                                                                      |
| 2018  | 06/2018 | GRAZIA                            |                                                                      |
| 2018  | 05/2018 | YOHO!GIRL                         |                                                                      |
| 2018  | 04/2018 | VogueMe                           | 13000 exemplaires en 1 seconde                                       |
| 2018  | 03/2018 | Men's uno Young!                  |                                                                      |
| 2018  | 03/2018 | Men's uno                         |                                                                      |
| 2017  | 12/2017 | Harper's Bazaar                   | 80 000 exemplaires en 1 seconde et 160 000 exemplaires en 8 secondes |
| 2017  | 10/2017 | Madame Figaro                     | 20000 exemplaires en 1 seconde                                       |
| 2017  | 08/2017 | Modern Weekly                     |                                                                      |
| 2017  | 08/2017 | Portrait                          |                                                                      |
| 2017  | 08/2017 | Esquire                           |                                                                      |
| 2017  | 07/2017 | Trends Health                     |                                                                      |
| 2017  | 06/2017 | Harper's Bazaar Men               | 38000 exemplaires en 16 secondes                                     |
| 2017  | 05/2017 | GLOBAL PEOPLE                     |                                                                      |
| 2017  | 01/2017 | CHINA YOUTH                       |                                                                      |
| 2016  | 08/2016 | COSMOPOLITAN                      |                                                                      |
| 2016  | 07/2016 | Harper's Bazaar                   |                                                                      |
| 2016  | 06/2016 | COSMOPOLITAN                      | 71319 exemplaires en 48 secondes                                     |

## Récompenses personnelles
| Année | Date  | Association          | Titres                                                                 |
| ----- | ----- | -------------------- | ---------------------------------------------------------------------- |
| 2018  | 17/06 | Sina                 | Star le plus populaire de la Nuit Cinéma 2018 de Sina                  |
| 2018  | 20/02 | Global Chinese Music | Meilleur chanteur original de l'année 2017                             |
| 2018  | 20/02 | Global Chinese Music | Meilleure chanson original de l'année 2017 (Seventeen)                 |
| 2017  | 28/12 | Tencent              | Étoile de l'année 2017 dans le Livre blanc                             |
| 2017  | 18/06 | Sina                 | Star le plus populaire de la Nuit Cinéma 2017 de Sina                  |
| 2016  | 27/09 | Freshasia music 2016 | 10 meilleures chansons (Parce que je t'ai rencontré)                   |
| 2016  | 13/09 | Sina                 | 2015-2016, Star le TOP 1 populaire dans le Livre Blanc des weibo stars |
| 2016  | 11/06 | 9e City Super Chart  | Meilleur nouvel artiste (Parce que je t'ai rencontré),.                |